# جماهير نادي أرسنال
جماهير نادي أرسنال أو مشجعي نادي أرسنال هم جماهير يقومون بتشجيع ناديهم المفضل نادي أرسنال.

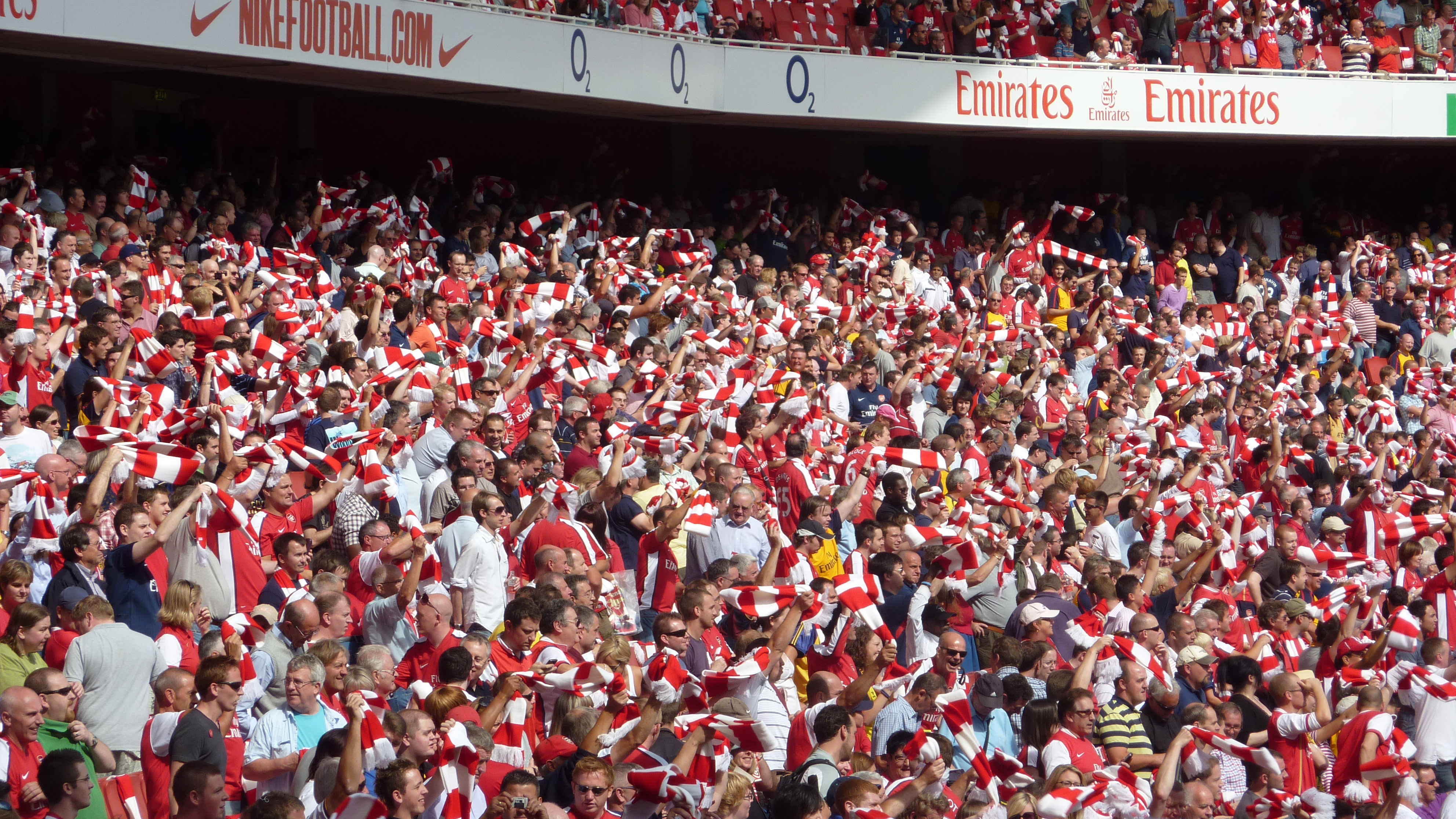
مشجعي آرسنال.

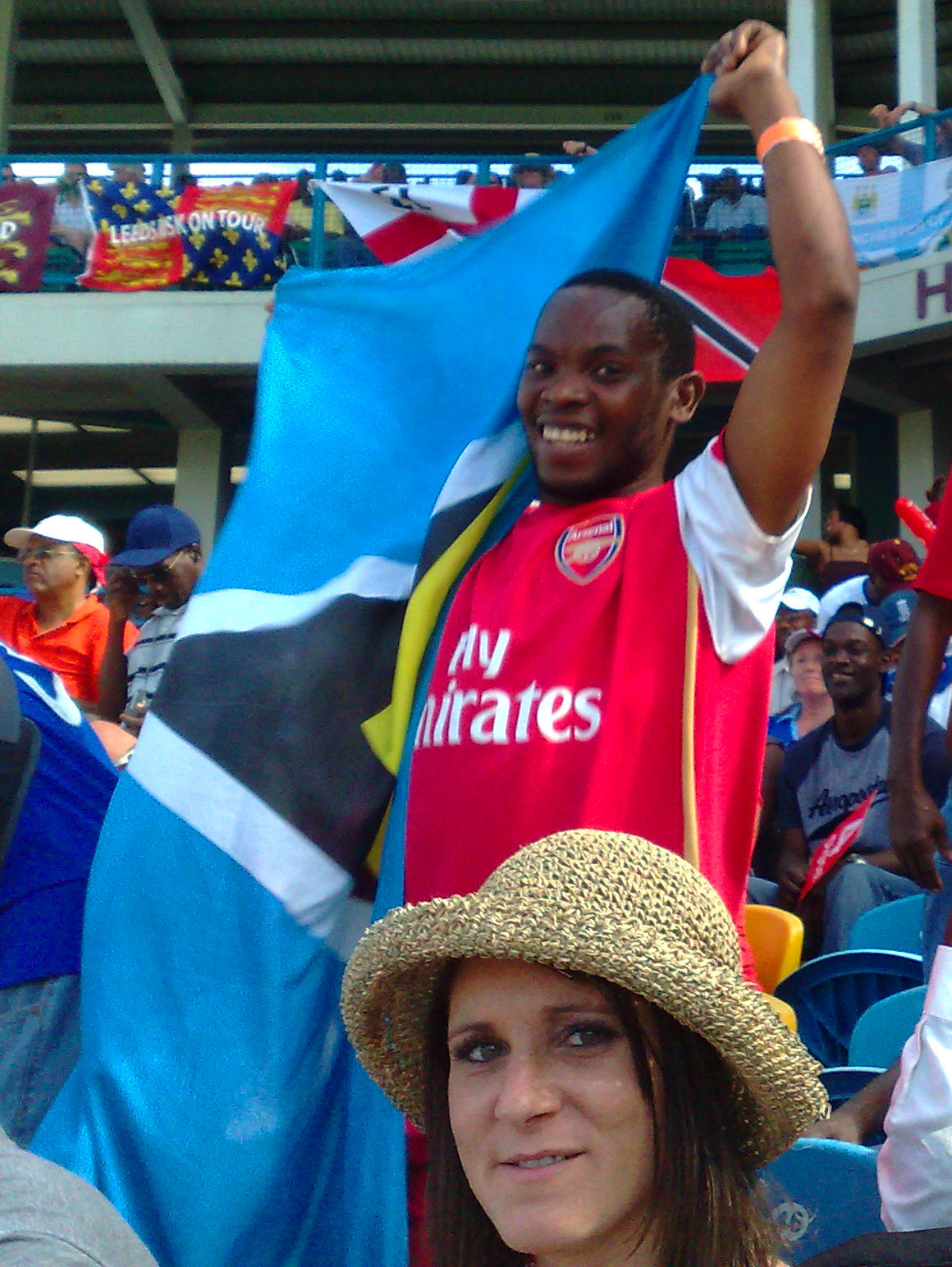
مشجع أجنبي يحمل علم سانت لوسيا، إحدى جزر البحر الكاريبي، مما يدل على مدى توسّع شعبية النادي خارج بريطانيا.

غالبًا ما يرمز مشجعو آرسنال إلى أنفسهم باسم "Gooners"، وهي تسمية مشتقة من لقب الفريق "The Gunners". تُعد قاعدة جماهير آرسنال من أكبر قواعد جماهير كرة القدم على الإطلاق، ومن أكثرها إخلاصًا لفريقها، وفي العادة فإن تذاكر كل المباريات المحلية تنفذ على الدوام عندما يتم الإعلان عن أي منها؛ وقد حاز آرسنال في موسم 2007–08 على المرتبة الثانية بين النوادي الإنجليزية التي تحصد أكبر نسبة حضور في أرضها (60,070 مشاهد، أي ما نسبته 99.5% من المساحة المتاحة)، واعتبر منذ بداية عام 2006 رابع أكثر نادي من حيث معدّل الحضور. جعل موقع النادي، الذي يصل بين المناطق السكنيّة الراقية مثل كانونبري وبرانسبيري، والمناطق المختلطة مثل إيسلنغتون وهولوواي وهايبري، والمناطق الشعبية مثل فنزبيري بارك وستوك نيونغتون، جعل القاعدة الجماهيرية للنادي قاعدةً منوعة تتشكل من كافة أطياف المجتمع وطبقاته. بالإضافة إلى ذلك، أفاد تقرير من سنة 2002 أن لآرسنال أكبر نسبة مشجعين من غير البيض القوقازيين (7.7%) بين جميع نوادي كرة القدم الإنجليزية.
كما في حالة جميع نوادي كرة القدم الإنجليزية، فإن لآرسنال عدد من نوادي المشجعين، بما فيها نادي أنصار فريق آرسنال لكرة القدم، الذي يعمل بشكل وثيق مع النادي الأم، وجمعية مشجعي آرسنال المستقلين، التي تعمل بشكل أكثر استقلالاً عن النادي. يقوم بعض مشجعي الفريق أيضًا بإصدار بعض المجلات الخاصة بأخبار النادي ونشاطاته وآخر المستجدات الطارئة عليه، مثل: The Gooner، Highbury High، Gunflash، وUp The Arse!. يقوم المشجعين بإنشاد بعض الأناشيد الخاصة بهذا النادي، إلى جانب أناشيد كرة القدم الإنجليزية التقليدية، مثل: One-Nil to the Arsenal بمعنى «واحد صفر لصالح الآرسنال»، وBoring, Boring Arsenal، بمعنى «آرسنال المضجر، المضجر»، وقد كان مشجعي الفرق الخصمة غالبًا ما ينشدون هذا النشيد الأخير في المباريات التي تجمع فريقهم وآرسنال، لكنها اليوم تُنشد من قبل مشجعي آرسنال أيضًا للسخرية من أنصار الفريق الخصم، عندما يؤدي الفريق أداءً جيدًا.
حصد آرسنال إعجاب الجماهير خارج لندن منذ إنشاءه، وبعد شيوع القنوات التلفازية الفضائية، أصبح لكل فريق عدد من المعجبين غير المحليين، وبناءً على هذا، اكتسب آرسنال شعبية واسعة داخل حدود المملكة المتحدة في مختلف المناطق خارج لندن، وحول العالم كذلك الأمر؛ وفي عام 2007، تبين أن هناك 24 نادي معجبين بريطاني و 37 نادي إيرلندي، و 49 ناد حول العالم، تنسب نفسها إلى آرسنال، كما كانت إحدى الإحصائيات التي نشرها تقرير من مجلة «غرناطة فنتشرز» عام 2005 تشير إلى أن عدد مشجعي آرسنال حول العالم يُقدّر بحوالي 27 مليون شخص.
أقدم منافسات لآرسنال وأطولها عمرًا، هي تلك التي خاضها ويخوضها مع النوادي الكبرى المجاورة، مثل توتنهام هوتسبر، التي يُرمز إلى مبارياته مع آرسنال باسم «دربيات شمال لندن»، وتشيلسي، فولهام، ووست هام يونايتد. بالإضافة إلى ذلك، نمت المنافسة بين آرسنال ومانشستر يونايتد، منذ أواخر ثمانينيات القرن العشرين، حتى أصبحت إحدى أشرس المنافسات الكروية، مع تقدم كلا الفريقين للفوز بلقب الدوري الممتاز عدّة مرات، وقد أظهر استطلاع للرأي أجراه موقع إحصائيات مشجعو كرة القدم من عام 2003، أن مشجعو آرسنال يعتبرون مانشستر يونايتد أكبر منافس لفريقهم، يليه توتنهام، ثم تشيلسي. وفي عام 2008 أجري إحصاء آخر تبين فيه أن المشجعين أصبحوا يعتبرون توتنهام منافس أشد خطرًا من مانشستر يونايتد.